# American Tang Soo Do
Amerikanisches Tang Soo Do ist eine hybride Kampfkunst, die in den USA von Shin Jae Chul eingeführt wurde, der in den Mitte der 1960er Jahre von Hwang Kee nach Springfield, NJ geschickt wurde. Tang Soo Do kombiniert die koreanische Kampfkunst Tang Soo Do (Moo Duk Kwan) mit japanischen Stilen wie Judo, Shito-ryu Karate und Shotokan Karate. Im Laufe der Jahre wurde sie von ehemaligen Schwarzgurtträgern von Shin Jae Chul und deren Schülern weiterentwickelt. Amerikanisches Tang Soo Do entwickelte sich aus Tang Soo Do Moo Duk Kwan und kombiniert Elemente aus verschiedenen Kampfstilen. Zwischen 1958 und 1961 war Chuck Norris als Mitglied der Militärpolizei der United States Air Force auf der Osan Air Base in Südkorea stationiert. Während dieser Zeit trainierte er verschiedene Kampfkunststile unter einigen der angesehensten Lehrer der Welt. Dazu gehörten Tang Soo Do-Moo Duk Kwan unter Shin Jae Chul und Judo unter einem Lehrer namens „Mr. Ahn“.
Nach Chuck Norris Rückkehr in die Vereinigten Staaten als Tang Soo Do-Schwarzgurt setzte er sein Kampfkunsttraining mit Shotokan-Karate-Meistern Tsutomu Ohshima und Hidetaka Nishiyama, Shitō-ryū-Karate-Lehrer Fumio Demura, American Kenpo Karate-Gründer Ed Parker und Judo-Experte Gene LeBell fort. Das Ergebnis dieses Trainings war, dass als später bekanntes Amerikanisches Tang Soo Do. Norris nahm fortwährend Änderungen an seiner Kunst vor, indem er Techniken aus Hapkido hinzufügte, die er durch seine Freundschaft mit dem Hapkido- und Tae Kwon Do-Meister Jun Chong lernte. Diesen Kampfkunststil verkaufte er in den frühen 1970er Jahren in seinen Kampfkunst-Schulen in den USA. In den späten 1970er Jahren trainierte Norris mit dem verstorbenen Al Thomas in dessen Budo-Jujutsu-System.

## Graduierungen
Im American Tang Soo Do bestehen zehn Schülergrade (Gup) und zehn Meistergrade (Dan).

### Schülergrade
| Schülergrad (Gup-Grad) | keine Graduierung | 10. Gup | 9. Gup | 8. Gup | 7. Gup | 6. Gup | 5. Gup | 4. Gup | 3. Gup | 2. Gup | 1. Gup |
| Gurtfarbe              | weiß              | violett | orange | blau   | blau   | grün   | grün   | grün   | rot    | rot    | rot    |

### Meistergrade
| Meistergrade (Dan-Grade) | 1. Dan  | 2. Dan  | 3. Dan  | 4. Dan  | 5. Dan  | 6. Dan  | 7. Dan  | 8. Dan  | 9. Dan  | 10. Dan |
| Gurtfarbe                | schwarz | schwarz | schwarz | schwarz | schwarz | schwarz | schwarz | schwarz | schwarz | schwarz |

## Großmeister
| Name             | Graduierung | Titel       | Anmerkung |
| ---------------- | ----------- | ----------- | --- |
| Chuck Norris     | 10. Dan     | Großmeister | Gründer des American Tang Soo Do, Chairman of the Board der United Fighting Arts Federation, 10. Dan Chuck Norris System (vormals Chun Kuk Do), 9. Dan Tang Soo Do, 8. Dan Taekwondo, 5. Dan Karate, 3. Dan Brasilianisches Jiu Jitsu, Schwarzgurt Judo, siebenfacher Karateweltmeister |
| Dick Douglas     | 10. Dan     | Großmeister | |
| Pat E. Johnson   | 9. Dan      | Großmeister | Mitgründer des American Tang Soo Do, Landesmeister der USA im Tang Soo Do in 1971 |
| Robert Wall      | 9. Dan      | Großmeister | |
| Tom Bloom        | 9. Dan      | Großmeister | |
| Johnny Gyro      | 9. Dan      | Großmeister | Meister im Taekwondo, Hapkido, Kang Duk Won, Gung Fu, Shi Pal Gi |
| Roger Lacombe    | 9. Dan      | Großmeister | |
| Aaron Norris     | 9. Dan      | Großmeister | Bruder von Chuck Norris, Chief executive officer der United Fighting Arts Federation, 9. Dan Chuck Norris System |
| Ron Pohnel       | 9. Dan      | Großmeister | |
| Jon Natividad    | 9. Dan      | Großmeister | |
| Dennis Ichikawa  | 9. Dan      | Großmeister | |
| Brian Mable      | 9. Dan      | Großmeister | |
| Joey Escobar     | 8. Dan      | Großmeister | |
| Cynthia Rothrock | 8. Dan      | Großmeister | fünffache Karateweltmeisterin |